# 테이트 코호몰로지 군
수학에서 테이트 코호몰로지군(영어: Tate cohomology group)은 유한군의 일반적인 코호몰로지 군들을 약간 변형한 형태로 호몰로지 군과 코호몰로지 군을 하나의 열로 합친 것이다. 1952년 존 테이트가 도입하였다. 정수론의 한 부분야인 유체론에 등장한다.

## 정의
{\displaystyle G}가 유한군이고 {\displaystyle A}가 {\displaystyle G}-가군 이면 자연 사상 {\displaystyle N} {\displaystyle N:H_{0}(G,A)\rightarrow H^{0}(G,A)}, {\displaystyle a\mapsto \sum _{g\in G}ga}{\displaystyle \sum _{g\in G}ga} ( {\displaystyle a}의 모든 {\displaystyle G}-켤레에 대한 합)이 있다. 테이트 코호몰로지 군 {\displaystyle {\hat {H}}^{n}(G,A)}는 다음과 같이 정의된다:
- {\displaystyle {\hat {H}}^{n}(G,A)=H^{n}(G,A)} {\displaystyle \forall n\geq 1}
- {\displaystyle {\hat {H}}^{0}(G,A)=\operatorname {coker} N=} {\displaystyle H^{0}(G,A)}의 몫  {\displaystyle A}원소의 노름에 의해,
- {\displaystyle {\hat {H}}^{-1}(G,A)=\ker N=}{\displaystyle A}의 주 원소에 의한 {\displaystyle A}의 노름 0 원소의 몫,
- {\displaystyle {\hat {H}}^{n}(G,A)=H_{-n-1}(G,A)} {\displaystyle \forall n\leq -2}.

## 성질
만약
{\displaystyle 0\longrightarrow A\longrightarrow B\longrightarrow C\longrightarrow 0}
가 {\displaystyle G}-가군의 짧은 완전열이면, 테이트 코호몰로지 군의 일반적인 긴 완전열을 얻는다.
{\displaystyle \cdots \longrightarrow {\hat {H}}^{n}(G,A)\longrightarrow {\hat {H}}^{n}(G,B)\longrightarrow {\hat {H}}^{n}(G,C)\longrightarrow {\hat {H}}^{n+1}(G,A)\longrightarrow {\hat {H}}^{n+1}(G,B)\cdots }
- A 가 유도된 G 가군이면 A 의 모든 테이트 코호몰로지 군이 사라진다.
- A 의 0번째 테이트 코호몰로지 군은

({\displaystyle A}에 대한 {\displaystyle G}의 고정점들)/({\displaystyle A}에 작용하는 {\displaystyle G}의 자명한 고정점들)
이다. 여기서 "자명한" 고정점은 {\displaystyle \sum ga} 형태을 의미한다. 즉, 어떤 의미에서 영 코호몰로지 군은 {\displaystyle A}에 작용하는 {\displaystyle G}의 자명하지 않은 고정점을 설명한다.

## 테이트 정리
테이트 정리(Tate 1952)는 코호몰로지 군 간의 동형사상이 되도록 코호몰로지류에 의한 곱셈에 대한 조건을 제공한다. 약간 다른 버전이 몇 가지 있다. 유체론에 특히 편리한 버전은 다음과 같다.
{\displaystyle A}는 유한 군 {\displaystyle G}에 대한 가군이고 {\displaystyle a}는 {\displaystyle G}의 모든 부분군 {\displaystyle E}에 대해
- {\displaystyle H^{1}(E,A)}이 자명하고
- {\displaystyle H^{2}(E,A)}은 {\displaystyle \operatorname {Res} (a)}에 의해 생성된다. 위수 E 를 가진다.

인 {\displaystyle H^{2}(G,A)}의 원소라고 가정한다. 그러면 모든 {\displaystyle n}에 대해 {\displaystyle a}와의 컵곱은 동형사상
- {\displaystyle {\hat {H}}^{n}(G,\mathbb {Z} )\longrightarrow {\hat {H}}^{n+2}(G,A)}

이다. 즉, {\displaystyle A}의 등급 테이트 코호몰로지는 적분 계수가 있는 테이트 코호몰로지와 동형이며 차수는 2만큼 이동한다.

## Tate-Farrell 코호몰로지
F. 토마스 파렐은 테이트 코호몰로지 군을 유한 가상 코호몰로지 차원의 모든 군 G의 경우로 확장했다. 파렐의 이론에 따르면, 군 {\displaystyle {\hat {H}}^{n}(G,A)}
들은 n이 군 G의 가상 코호몰로지 차원보다 클 때마다 일반 코호몰로지 군과 동형이다. 유한군은 가상 코호몰로지 차원 0을 가지며, 이 경우 파렐의 코호몰로지 군은 테이트의 코호몰로지 군과 같다.
- 허브랜드 지수
- 특성류 구성

## 참고 문헌
- M. F. Atiyah and C. T. C. Wall, "코호몰로지 of Groups", in Algebraic Number Theory by J. W. S. Cassels, A. Frohlich ISBN 0-12-163251-2, Chapter IV.  See section 6.
- Brown, Kenneth S. (1982). 《Cohomology of Groups》. Graduate Texts in Mathematics 87. New York-Berlin: Springer-Verlag. ISBN 0-387-90688-6. MR 0672956.
- Farrell, F. Thomas (1977). “An extension of tate cohomology to a class of infinite groups”. 《Journal of Pure and Applied Algebra》 10 (2): 153–161. doi:10.1016/0022-4049(77)90018-4. MR 0470103.
- Tate, John (1952), “The higher dimensional cohomology groups of class field theory”, 《Annals of Mathematics》, 2 56: 294–297, doi:10.2307/1969801, JSTOR 1969801, MR 0049950